# Gmelina tomentosa
Gmelina tomentosa là một loài thực vật có hoa trong họ Hoa môi. Loài này được H.R.Fletcher mô tả khoa học đầu tiên năm 1938.